# Robert Loesberg
Robert Antonius Loesberg (Rotterdam, 6 mei 1944 – Den Haag, 27 december 1990) was een Nederlands dichter en schrijver.
Loesberg werd geboren in Rotterdam als Robert Antonius Geevers. Hij was het buitenechtelijk kind van de vertegenwoordiger Antoon Matthijs Loesberg en Barbara Geevers. Zijn vader vocht tijdens de Tweede Wereldoorlog voor Duitsland en werd na de oorlog als collaborateur gevangengezet. Na zijn vrijlating trouwde hij op 2 februari 1949 met Loesbergs moeder. Pas toen erkende Loesberg sr. zijn zoon, die hierdoor de achternaam Loesberg kreeg.
Loesbergs middelbare schoolopleiding bleef onvoltooid. Hij ging werken, maar haalde alsnog zijn Mulo-diploma. In 1962 schreef hij zich in aan de Rotterdamse kunstacademie. Hier leerde hij Marijke Crusifix kennen. Ze trouwden in 1965 en kregen een dochter, Lizzy. Zijn vrouw werd kostwinner en Loesberg fulltime schrijver. Hij debuteerde in 1969 met gedichten in het tijdschrift Bijster. In 1970 verliet zijn vrouw hem met hun kind, waarna Loesberg met al zijn familie brak.
In 1971 kreeg hij een vaste rubriek in het Amsterdamse studentenweekblad Propria Cures, op 17 maart 1973 trad hij toe tot de redactie. Een week eerder was Mensje van Keulen en twee weken later was Tim Krabbé afgetreden, beiden na een voltooid redacteurschap. Als PC-redacteur was Loesberg jurylid van de PC-Onthooftprijs. Wegens wanprestatie werd hij echter voortijdig, al na anderhalf jaar, door zijn mederedacteuren, onder wie Henk Spaan en Bob Polak uit de redactie gezet, zoals blijkt uit zijn 'Uitlui' op 23 november 1974.
Met zijn nieuwe vriendin Carry de Heer verhuisde hij in 1974 naar Den Haag. In datzelfde jaar verscheen bij De Arbeiderspers zijn prozadebuut Enige defecten. Carry de Heer kwam op 4 mei 1976 echter om bij de treinramp bij Schiedam. Loesberg ontving van de Nederlandsche Spoorwegen een schadevergoeding van tienduizend gulden. Hij nam een baan bij een makelaarskantoor, maar dit duurde niet lang.
Na de dood van zijn vriendin kon Loesberg niet meer schrijven. Hij onderging diverse behandelingen in verband met epilepsie, depressies, suikerziekte en alcoholisme en werd uiteindelijk in 1980 arbeidsongeschikt verklaard. Op 27 december 1990 werd hij op 46-jarige leeftijd dood aangetroffen in zijn Haagse woning, maar hij moet reeds enige dagen tevoor zijn overleden. Over de doodsoorzaak bestaat veel onzekerheid. De lezingen lopen uiteen van een epileptische aanval, via drankmisbruik en een val van de trap, tot zelfmoord.
Na zijn overlijden verscheen in 1991 Loesberg in PC, een selectie van zijn bijdragen door Stijn Aerden, Dirk Baartse en Dirk van Delft.
In Alle dagen laat; dagboek 1976 (2006) van Mensje van Keulen is veel te lezen over het leven van Loesberg, zijn relatie tot Van Keulen en andere schrijvers.
In november 2012 werd het boek Enige defecten opnieuw uitgegeven.
De Rotterdamse indieband Lewsberg is naar Robert Loesberg vernoemd. Deze band laat zich sterk inspireren door Loesberg en diverse andere zestigers.